# Olivetáni
Olivetánská kongregace (Kongregace Blahoslavené Panny z Olivové hory; latinsky Congregatio Sanctae Mariae Montis Oliveti) je mnišská kongregace Řádu svatého Benedikta; olivetánští mniši používají zkratku O.S.B. Oliv.
Kongregace, kterou nedaleko Sieny založil svatý Bernardo Tolomei jako poustevnickou komunitu, přešla na příkaz biskupa z Arezza Guida Tarlatiho do cenobitismu (komunitní forma mnišství) pod řeholí svatého Benedikta.
Kongregace se vyznačovala časovým omezením úřadu opata (benediktinští opati byli voleni na doživotí) a snadností, s jakou se mniši mohli stěhovat z jednoho kláštera do druhého (benediktinští mniši byli zavázáni slibem stability pobývat v klášteře, ve kterém složili svůj slib).

## Dějiny

### Počátek

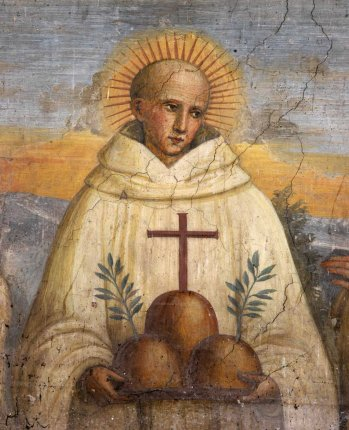
San Bernardo Tolomei drží symbol Olivetánů

Kongregaci založil svatý Bernardo Tolomei (1272-1348), rodným jménem Giovanni. Patřil k urozenému sienskému rodu. Vzdělával se u dominikánů v klášteře Camporegio a později vystudoval univerzitu v Sieně: zastával funkce právníka, gonfaloniera milice a lidového kapitána; zároveň se účastnil činnosti bratrstva Disciplinati della Scala a seznámil se s Patriziem Patrizim a Ambrogiem Piccolominim.
Po uzdravení z nemoci, která mu způsobila dočasnou slepotu, opustil světský život a odešel spolu do pouště Accony (nedaleko Sieny), kde vedl pokání a poustevnický život. Jméno Bernard přijal na počest cisterciáckého opata svatého z Clairvaux.
Kolem postavy Bernarda Tolomei se brzy shromáždila komunita jeho stoupenců: podle hagiografické tradice měl Bernard vidění zástupu mnichů v bílém rouchu, kteří stoupali po stříbrném žebříku, na jehož vrcholu stál Ježíš a Marie. Aby jeho hnutí nebylo zaměňováno s kacířskými skupinami, obrátil se Bernard na papeže Jana XXII., který tehdy sídlil v Avignonu, a požádal ho o papežské uznání. Papež svěřil mnichy Guidu Tarlatimu, biskupovi z Arezza, který je nechal přijmout řeholi svatého Benedikta a 26. března 1319 vydal Charta fundationis kláštera Panny Marie z Olivové hory: 29. března následujícího roku členové komunity přijali řeholní hábit a složili vyznání víry do rukou biskupského delegáta.

### Rozšiřování olivetánské kongregace

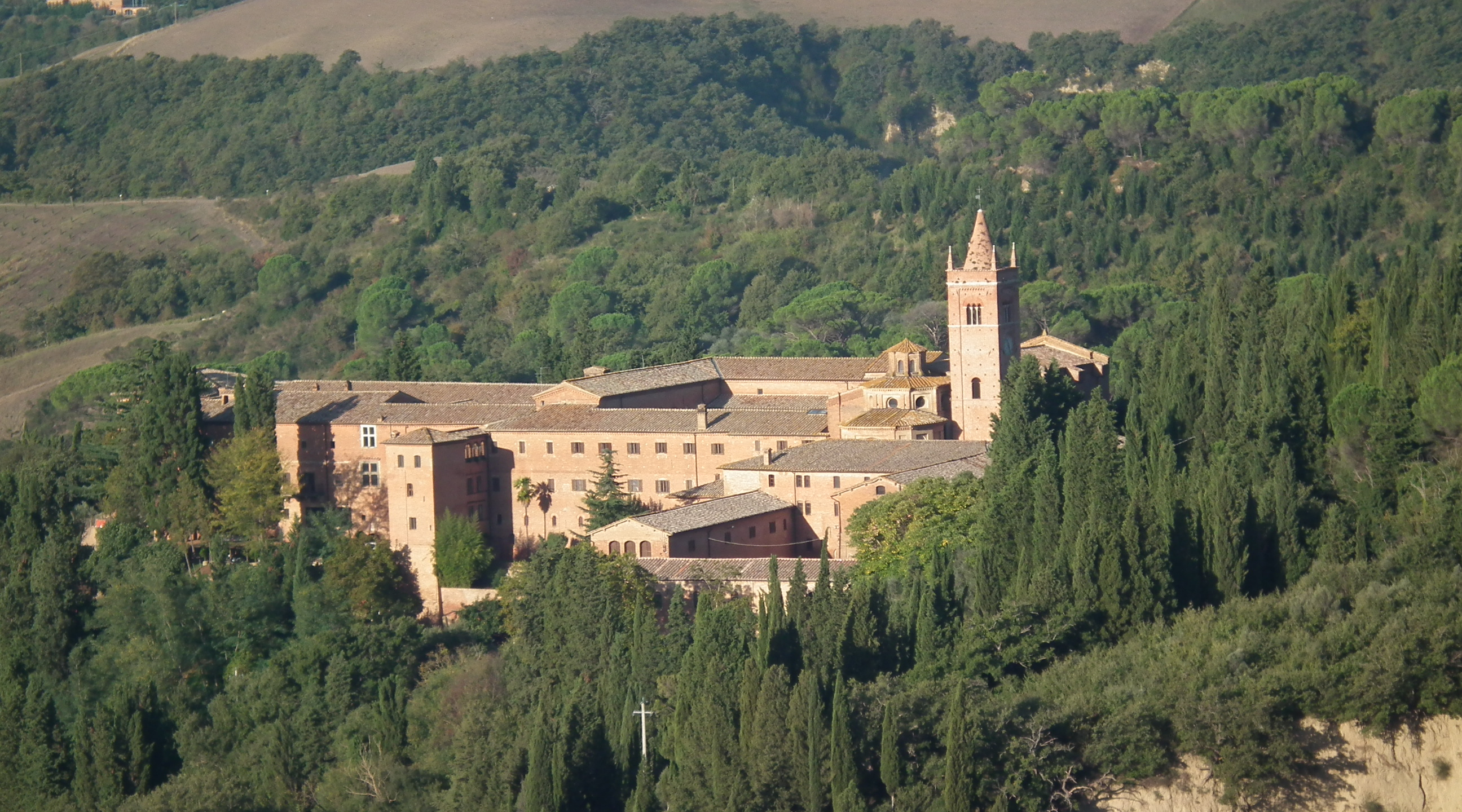
Opatství Monte Oliveto Maggiore

Aby se vedení opatství nedostalo do rukou osobností, které nejsou členy klášterní komunity a mají zájem pouze na rozkrádání klášterního majetku, byla doba trvání opatského úřadu omezena na jeden rok (za vzor byla vzata politická organizace Sienské republiky). Prvním opatem byl Patrizi, po něm Piccolomini a poté Simone di Tura; Bernardo Tolomei byl čtvrtým opatem a výjimečně držel opatství doživotně.
Během doby, kdyby stál Tolomei v čele, se olivetánská kongregace upevnila a rozšířila. Pod jeho vedením bylo založeno několik dalších klášterů: San Benedetto v Sieně (1322), San Bernardo v Arezzu (1333), San Bartolomeo ve Florencii (1334), Sant'Anna in Camprena v Pienze (1334), San Donato v Gubbiu (1338), Svatých Feliciana a Niccolò ve Folignu (1339), Santa Maria in Domnica v Římě (1339 - 1340), Sant'Andrea ve Volteře (1339) a Santa Maria di Barbiano v San Gimignanu (1340).
Kongregace byla schválena papežem Klementem VI. dne 21. března 1344.

### Úpadek a obnovení kongregace
V době svého největšího rozkvětu (1524) čítala kongregace asi 1190 mnichů, ale v 18. století byly olivetánské kláštery zrušeny nejprve v Benátsku, poté v Lombardii a Toskánsku; sekularizace Cisalpské republiky v letech 1797 a 1808 znamenala zánik olivetánského mnišství.
Olivetské mnišství se vzpamatovalo ve druhé polovině 19. století, kdy se v Římě zformovaly komunity Santa Maria Nova v Římě, San Benedetto v Seregnu, San Prospero v Camogli, Santi Giuseppe a Benedetto v Settignanu, San Miniato al Monte ve Florencii a další.
V roce 1960 se kongregace připojila k benediktinské konfederaci.

## Vedení kongregace
Kongregaci řídí generál řádu, volený generální kapitulou na šest let, který je zároveň řádovým opatem opatství Monte Oliveto Maggiore; ve vedení řádu mu pomáhají čtyři definitoři. Funkční období převorů jednotlivých klášterů je obvykle také šestileté, ale každá komunita má právo stanovit funkční období na jinou dobu nebo stanovit doživotní úřad (v tomto případě je však převor povinen odstoupit po dosažení věku 75 let).

## Oděv Olivetánů

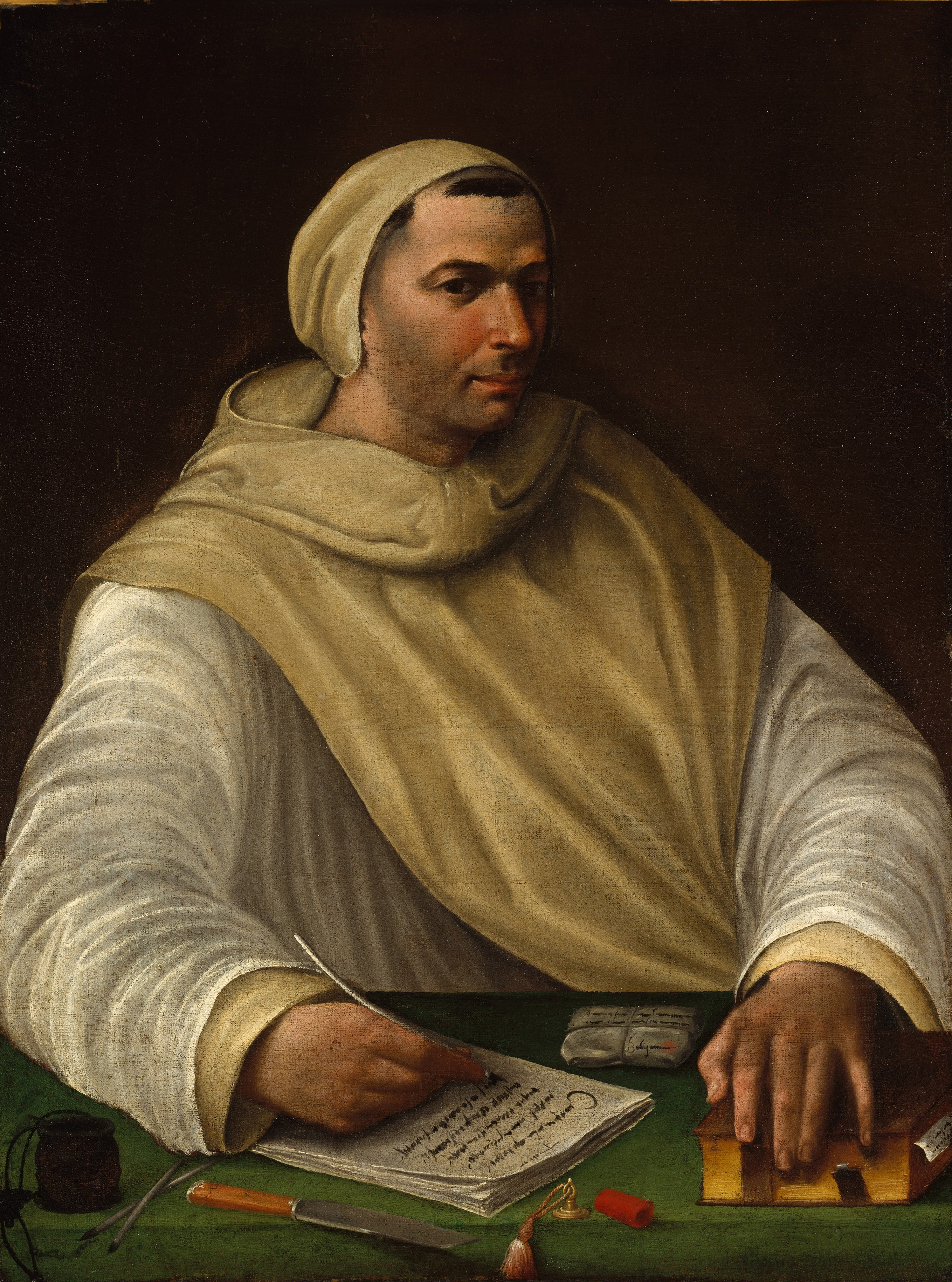
Battista Franco (přip.), portrét olivetánského mnicha

Oděv Olivetánů se skládá z tuniky, škapulíře s kapucí, opasku, kápě a bílého pláště na znamení oddanosti Panně Marii.

## Olivetánské jeptišky
Ženská větev olivetánských mnišek byla vždy málo početná (na konci roku 2008 jich bylo 68 ve 4 klášterech); v roce 1930 vznikla další ženská řeholní rodina, olivetánské mnišky ze Schotenhofu (35 mnišek v 5 domech v roce 2008). K olivetánům jsou připojeny také některé kongregace řeholních sester, jako jsou Oblátky sv. Františka Římského, Sestry založené v Charitě, Sestry olivetánky z Jonesboro.

## Statistika
Dnes má Olivetánská kongregace kláštery v Evropě (Francie, Itálie, Spojené království), v Asii (Izrael, Jižní Korea) a v Americe (Brazílie, Guatemala, Spojené státy).
Na konci roku 2008 měli Olivetáni 26 klášterů s 258 mnichy, z nichž 155 byli kněží.

## Historiae Olivetanae
V roce 1623 mnich a spisovatel Secondo Lancellotti (1583–1643) publikoval Historiae Olivetanae, ve které popsal události v Olivetánských klášterech.
Kromě toho v roce 1628 vydal knihu Il Mercurio olivetano neboli Průvodce italskými cestami, jimiž obvykle procházejí Olivetánští mniši, průvodce po klášterech Olivetan inspirovaný četnými hnutími Lancellottiho a Il vestir di bianco některých řeholníků, zejména Olivetánů.

### Poznámka
1. 1 2  Ann. Pont. 2010, p. 1428.
2. ↑   Atlas O.S.B., editio II, Romae 2004 5 maggio 2011 [online]. Dostupné online.